# Egesina albomaculata
Egesina albomaculata là một loài bọ cánh cứng trong họ Cerambycidae.